# Brain Powerd
Brain Powerd (ブレンパワード, buren pawādo) est une série anime de 26 épisodes créé par Sunrise et réalisée et écrite par Yoshiyuki Tomino. Le design des mecha est de Mamoru Nagano, le character design de Mutsumi Inomata et la musique de Yōko Kanno.
Diffusée pour la première fois au Japon sur la chaîne WOWOW entre le 8 avril et 11 novembre 1998, elle est rediffusée sur Animax, qui détient les droits pour diffuser la série partout dans le monde, y compris en version anglophone pour l'Asie du Sud-Est et l'Asie du Sud, sa première diffusion en anglais.
Elle est distribuée en Amérique du Nord par Bandai Entertainment, qui a sorti une version doublée par The Ocean Group sous le titre (à orthographe correcte) « Brain Powered ». En France elle est distribuée par Dybex et est passée sur TF6.
La série a été adaptée en manga avec dessins de Yukiru Sugisaki, dans le magazine Shōnen Ace de Kadokawa Shoten. Elle est publiée aux États-Unis par Tokyopop et en France par Panini.

## Synopsis
Brain Powerd se déroule dans un monde post-apocalyptique où quasiment toute la Terre est affectée par de nombreux tremblements de terre et inondations, forçant l'humanité à vivre au milieu du chaos et de la destruction. Au fond de l'océan Pacifique on trouve des ruines appelées Orphan (オルファン, Orufan, ou Orphen) qui essaient de percer la surface de l'eau et quitter la planète en obtenant de l'énergie organique, pour laquelle elle doit détruire tous les êtres vivants sur Terre. Ses agents, appelés « reclaimers » pilotent des anticorps appelés Grand Chers (グランチャー, Guran Chā) et essaient de trouver des plaques situées sous la surface de la Terre.
La série démarre avec une adolescente, Hime Utsumiya, qui se trouve sur une de ses plaques quand celle-ci accouche d'un anticorps, un brain powerd, avec qui Hime se lie d'une forte amitié. Elle sera rejointe par Yū Isami, ex-réclamant qui quitte Orphan quand il sut la vérité sur la destruction prévue, et les deux se lancent dans une aventure pouvant décider du sort de l'avenir de l'humanité.

## Personnages
Yū Isami (伊佐未 勇, Isami Yū)
- seiyū : Tetsu Shiratori

Adolescent protagoniste de l'histoire. Ancien « reclaimer », il décide de quitter Orphan, s'échappant à bord d'un brain powerd après avoir rencontré Hime.
Hime Utsumiya (宇都宮 比瑪, Utsumiya Hime)
- seiyū : Akino Murata

Adolescente protagoniste de l'histoire. Elle entre en contact avec une plaque organique qui accouche ensuite d'un brain powerd, de laquelle elle deviendra pilote.
Quincy Issa (クインシィ・イッサー, Quinshi Issā) / Iko Isami (伊佐未 依衣子, Isami Īko)
- seiyū : Kumiko Watanabe

Sœur aînée de Yū.
Kanan Gimms (カナン・ギモス, Kanan Gimosu)
- seiyū : Romi Paku

Pilote de Grand Cher jeune et douée. Élevée à Orphan, elle fut la meilleure amie de Yū. Elle quitte par la suite Orphan et rejoint le Novis Noah.
Jonathan Glenn (ジョナサン・グレーン, Jonasan Gurên)
- seiyū : Gō Aoba

Un « reclaimer » à Orphan.

## Anime

### Liste des épisodes
| No | Titre français                   | Titre japonais       | Titre japonais      | Date de 1re diffusion |
| No | Titre français                   | Kanji                | Rōmaji              | Date de 1re diffusion |
| -- | -------------------------------- | -------------------- | ------------------- | --------------------- |
| 01 | Renaissance                      | 深海を発して         | Shinkai wo Hasshite | 8 avril 1998          |
| 02 | Retrouvailles programmées        | 運命の再会           | Unmei no Saikai     | 15 avril 1998         |
| 03 | Le combat de Yuu                 | 勇の戦い             | Yū no Tatakai       | 22 avril 1998         |
| 04 | La maison d'enfance              | 故郷の炎             | Kokyō no Honō       | 29 avril 1998         |
| 05 | Ami ou ennemi ?                  | 敵か味方か           | Teki ka Mikata ka   | 6 mai 1998            |
| 06 | Double renaissance               | ダブル·リバイバル    | Daburu Ribaibaru    | 13 mai 1998           |
| 07 | Rejet                            | 拒否反応             | Kyohihannō          | 20 mai 1998           |
| 08 | Au port de l'appel               | 寄港地で             | Kikōchi de          | 27 mai 1998           |
| 09 | La blessure de Jonathan          | ジョナサンの刃       | Jonasan no Yaiba    | 17 juin 1998          |
| 10 | L'appel de la plaque             | プレートの誘惑       | Purēto no Yūwaku    | 24 juin 1998          |
| 11 | Frères et sœurs                  | 姉と弟               | Ane to Otōto        | 1er juillet 1998      |
| 12 | Les choses s'accélèrent          | 単独行               | Tandokukō           | 8 juillet 1998        |
| 13 | L'émergence                      | 堂々たる浮上         | Dōdōtaru Fujō       | 22 juillet 1998       |
| 14 | Les âmes sont-elles solitaires ? | 魂は孤独?            | Tamashī wa Kodoku?  | 29 juillet 1998       |
| 15 | Percée gagnante                  | 一点突破             | Itten Toppa         | 5 août 1998           |
| 16 | Des invités indésirables         | 招かれざる客         | Manekarezaru Kyaku  | 12 août 1998          |
| 17 | Derrière le rideau               | カーテンの向こうで   | Kāten no Mukō de    | 19 août 1998          |
| 18 | Les profondeurs de l'amour       | 愛の淵               | Ai no Fuchi         | 26 août 1998          |
| 19 | La montagne en mouvement         | 動く山脈             | Ugoku Sanmyaku      | 16 septembre 1998     |
| 20 | L'ambition du gouverneur         | ガバナーの野望       | Gabanā no Yabō      | 23 septembre 1998     |
| 21 | Hallucinations                   | 幻視錯綜             | Genshi Sakusō       | 30 septembre 1998     |
| 22 | Le tout pour le tout             | 乾坤一擲             | Kenkon Itteki       | 14 octobre 1998       |
| 23 | Les jours heureux                | スイート·メモリーズ  | Suīto Memorīzu      | 21 octobre 1998       |
| 24 | La mémoire nous joue des tours   | 記憶のいたずら       | Kioku no Itazura    | 28 octobre 1998       |
| 25 | L'hésitation d'Orphen            | オルファンのためらい | Orufan no Tamerai   | 4 novembre 1998       |
| 26 | L'envol                          | 飛翔                 | Hishō               | 11 novembre 1998      |

### Musique
Musique du générique du début : « IN MY DREAM », chanté, écrit et composé par Eri Shingyōji, musique de Shintarō Itō.
Musique du générique de fin : « Field of Love » (愛の輪郭（フィールド）, Ai no Rinkaku (Fīrudo)), chanté par KOKIA, écrit par Rin Iogi, musique de Yōko Kanno.

## Manga

### Liste des volumes
| no | Japonais       | Japonais      | Français         | Français      |
| no | Date de sortie | ISBN          | Date de sortie   | ISBN          |
| --- | -------------- | ------------- | ---------------- | ------------- |
| 1 | mai 1998       | 4-04-713222-5 | 2001             | 2-84538-050-X |
| Personnage en couverture : YūListe des chapitres : Revival 1 : Antibody Revival 2 : Utsumiya Hime Revival 3 : Brain Powerd Revival 4 : Néo Noé Revival 5: Orphan Revival 6 : Isami Yū                                                            |                |               |                  |               |
| 2 | janvier 1999   | 4-04-713263-2 | 2001             | 2-84538-060-7 |
| Personnage en couverture : HimeListe des chapitres : Revival 7 : Kanan Gimoth Revival 8 : Reklamer Revival 9 : Higgins Suth Revival 10 : Mahama Komodo Revival 11 : Baytal Glowb Revival 12 : Double mutation                                    |                |               |                  |               |
| 3 | août 1999      | 4-04-713296-9 | 1er janvier 2002 | 2-84538-068-2 |
| Personnage en couverture : Yū et IkoListe des chapitres : Revival 13 : Anoha Malcomick Revival 14 : Mère et fils Revival 15 : Noël Revival 16 : Disque double Revival 17 : Kent Kestoner Revival 18 : Cadeau Revival 19 : Naughty Guys           |                |               |                  |               |
| 4 | janvier 2001   | 4-04-713390-6 | 1er janvier 2002 | 2-84538-084-4 |
| Personnage en couverture : Yū et HimeListe des chapitres : Revival 20 : Baron Maximilien Revival 21 : Seconde mutation Revival 22 : Communication Revival 23 : Triangle chakra Revival 24 : Famille Revival 25 : Antibody Dernier Revival :Envol |                |               |                  |               |